# Псковская школа (древнерусское искусство)

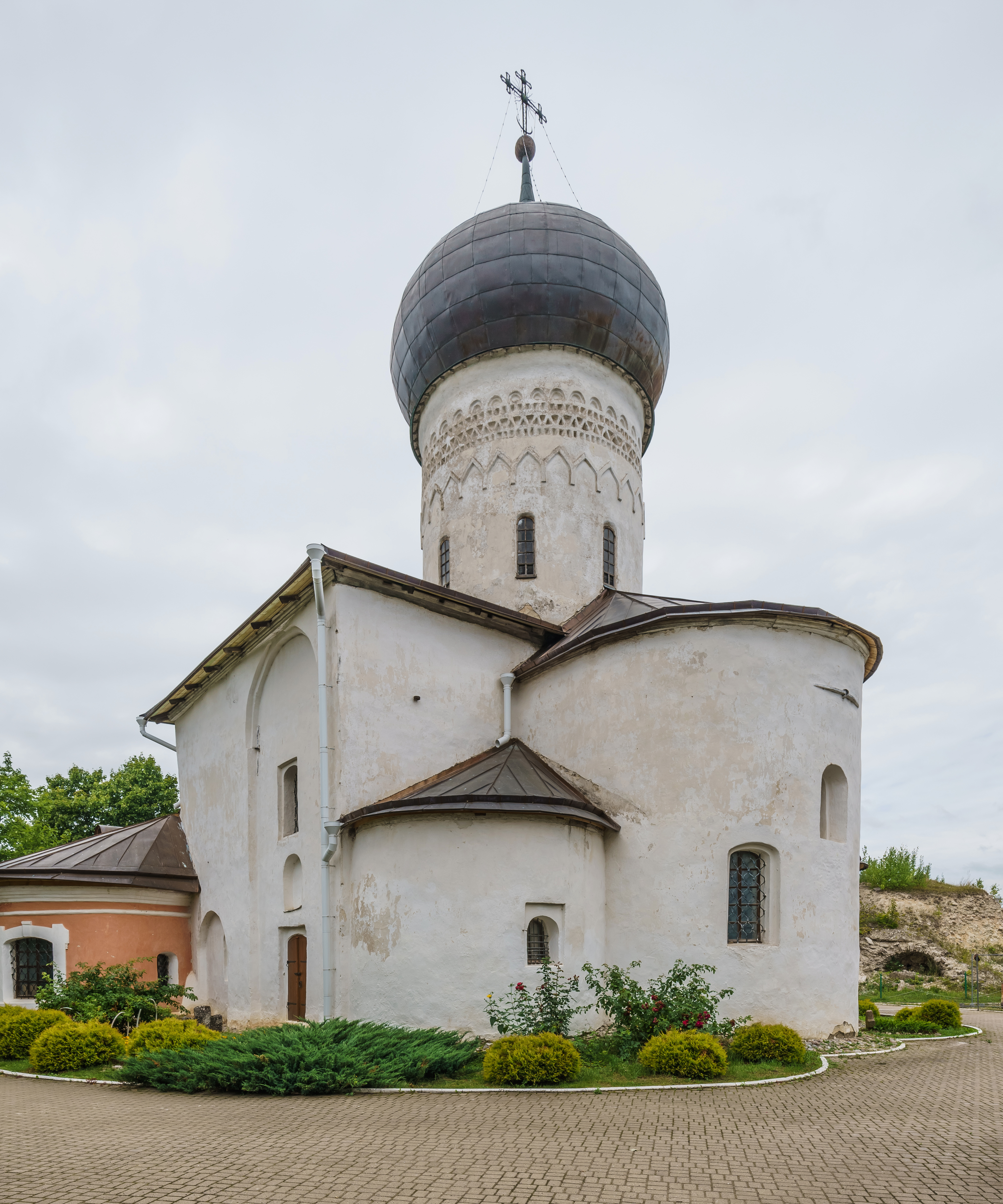
Собор Рождества Богородицы Снетогорского монастыря, 1311

Пско́вская шко́ла — одна из региональных школ в древнерусском искусстве, развивавшаяся в XIII—XVI веках. Сложилась на территории Псковской республики. На первом этапе развития была связана с традицией новгородской школы.
Псковская школа выразилась в каменной архитектуре (в церковном, крепостном и светском зодчестве) и живописи (иконопись, роспись).
Храмы псковской архитектурной школы в 2019 году были включены в список Всемирного наследия ЮНЕСКО.

## Архитектура
Ранние постройки в Псковской республике были связаны с традицией новгородской школы или варьировали конструктивные особенности византийского крестово-купольного храма. В XIII—XVI веках сложился особый псковский тип православного храма — одноглавый, кубической формы, с пониженными угловыми частями и многоскатными кровлями (церковь Архангела Михаила в селе Кобылье Городище, 1462), иногда с применением повышенных подпружных арок (церковь Успения Богородицы в селе Мелётово, 1461—1462), или бесстолпный, со световым барабаном на пересекающихся цилиндрических арках (церковь Николы от Каменной ограды, XVI век).
Уникальной чертой псковской архитектурной школы были многопролётные звонницы, паперти, приделы и притворы, придававшие постройкам характер живописных асимметричных ансамблей (церковь Николы со Усохи, 1535—1536).
В рамках псковской школы развивалось местное крепостное зодчество (Псковский Кром, XIII—XVI века; Изборская крепость, 1330), а уже с XVI века — жилое каменное и административное строительство (Поганкины палаты).
После присоединения Пскова к Русскому государству в 1510 году, его искусство подверглось влиянию московской школы, но местные традиции прослеживались в архитектуре и живописи вплоть до XVII века.

## Живопись
На живопись псковской школы большое влияние оказала византийская иконопись (росписи Спасо-Преображенского собора Мирожского монастыря, 1140-е годы), а также работы новгородских мастеров (использование красного фона в иконах — «Елеазаровский спас», предпол. ок. 1352). Расцвет живописи псковской школы пришёлся на XIV—XV века. Её отличали повествовательный характер, выразительность образов, контрастность световых бликов, особая цветовая гамма с преобладанием красных, коричневых, тёмно-зелёных и синих тонов. Наиболее выдающиеся образцы псковской живописной школы: фрески собора Рождества Богородицы Снетогорского монастыря (1313) и церкви Успения Богородицы в селе Мелётово (1465); иконы «Собор Богоматери» и «Параскева, Варвара и Ульяна» 1-й пол. XV века.